# نزوید
نزوید (به انگلیسی: Nuzvid) یک منطقهٔ مسکونی در هند است که در Nuzvid mandal واقع شده‌است. نزوید ۳۱٫۶۹ کیلومتر مربع مساحت و ۱٬۲۳٬۵۹۰ نفر جمعیت دارد و ۸۱ متر بالاتر از سطح دریا واقع شده‌است.